# تجزیه‌طلبی در روسیه
تجزیه‌طلبی در روسیه (Secession in Russia) به جنبش های فعال و غیرفعال تجزیه طلب روسیه اشاره دارد که بیش از ۵۰ جنبش تجزیه طلب قومی، زبانی، دینی و فرهنگی را در بردارد. در روسیه بیش از ۱۰۰ قوم مختلف زندگی می کنند.

## مناطق تجزیه طلب روسیه در آسیا

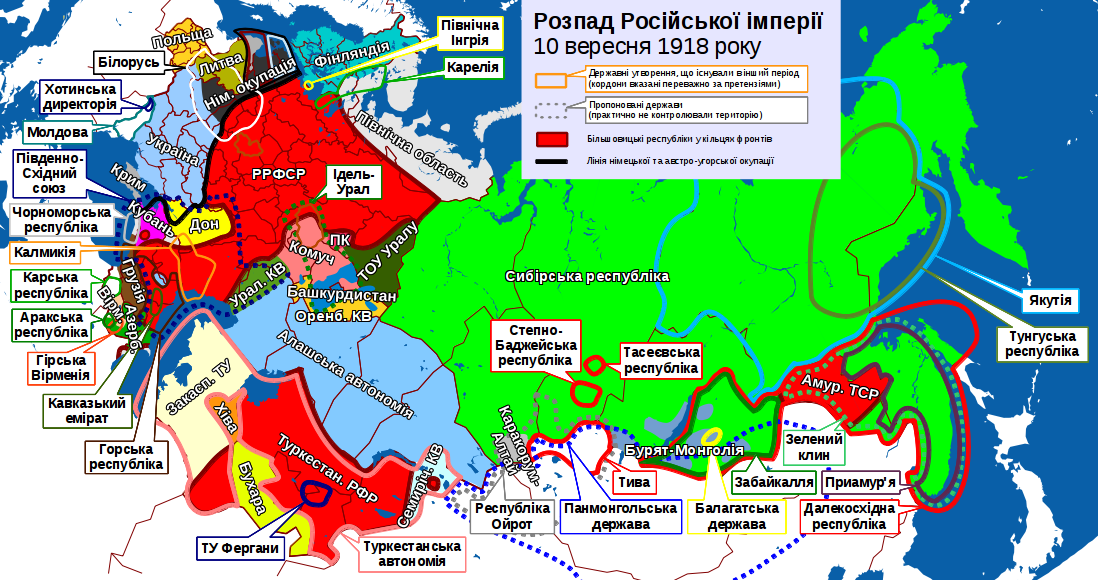
فروپاشی امپراتوری روسیه در سپتامبر ۱۹۱۸

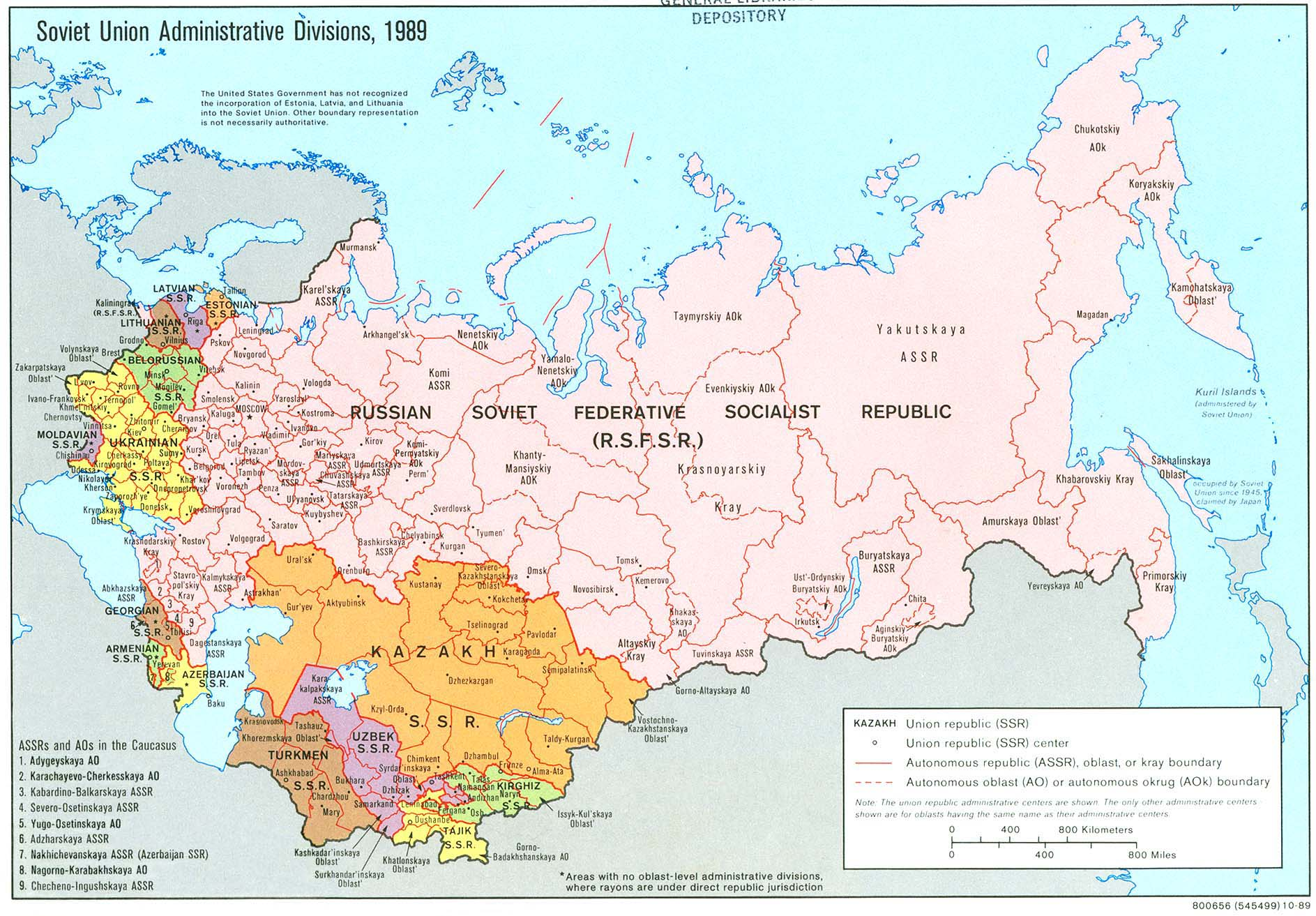
نقشه سیاسی شوروی در سال ۱۹۸۹

- جمهوری ساخا معروف به یاقوتستان،جمهوری آلتای و جمهوری پریمورسکی در شرق روسیه
- جمهوری بزرگ سیبری،جمهوری تاتارستان و جمهوری کومی در مرکز روسیه
- جمهوری ساپمی و جمهوری کارلیا در شمال روسیه
- جمهوری چچن و جمهوری داغستان در جنوب روسیه

## مناطق تجزیه طلب روسیه در اروپا

### امارت قفقاز
امارت قفقاز یک سازمان جهادگرایی فعال در منطقه جنوب غربی روسیه است. هدف آن بیرون کردن حضور روسیه از قفقاز شمالی و ایجاد یک امارت در این منطقه است. امارت قفقاز نیز به دولتی اشاره می‌کند که این گروه به دنبال تأسیس آن است. تا حدی به عنوان جایگزین برای جدایی‌طلبان جمهوری چچن ایچکریا شود، در ۷ اکتبر ۲۰۰۷، رئیس‌جمهوری پیشین چچن ایچکریا دوکو عمروف، به‌طور رسمی به عنوان اولین امیر امارت معرفی شد.
تا اواخر سال ۲۰۱۵، این گروه دیگر حضور قابل‌رویتی در منطقه قفقاز شمالی نداشت، چرا که اغلب اعضایش به وابسته‌های محلی داعش وابسته هستند،.

### چچن
جمهوری چچن ایچکریا (چچنی: [Nóxçiyn Paçẋalq Noxçiyçö] Error: {{Lang}}: متن دارای نشانه‌گذاری ایتالیک است (راهنما)) نام دولتی غیررسمی‌است که از ۱۹۹۱ تا ۲۰۰۰ میلادی در روسیه کنونی موجودیت داشت. این جمهوری در سال ۱۹۹۱ توسط جوهر دودایف اعلام استقلال کرد که نتیجه این استقلال جنگ اول چچن و جنگ دوم چچن با روسیه بود.

## 1

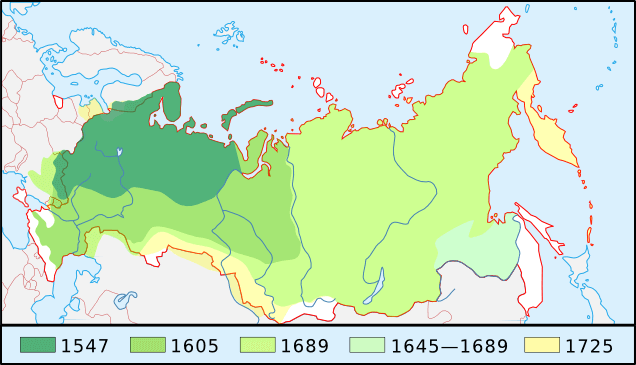
Growth of Russia
Siberia
[[Far Eastern Republic
Sakha Republic
Sakhalin Oblast
Regions commonly associated with Mongol irredentism
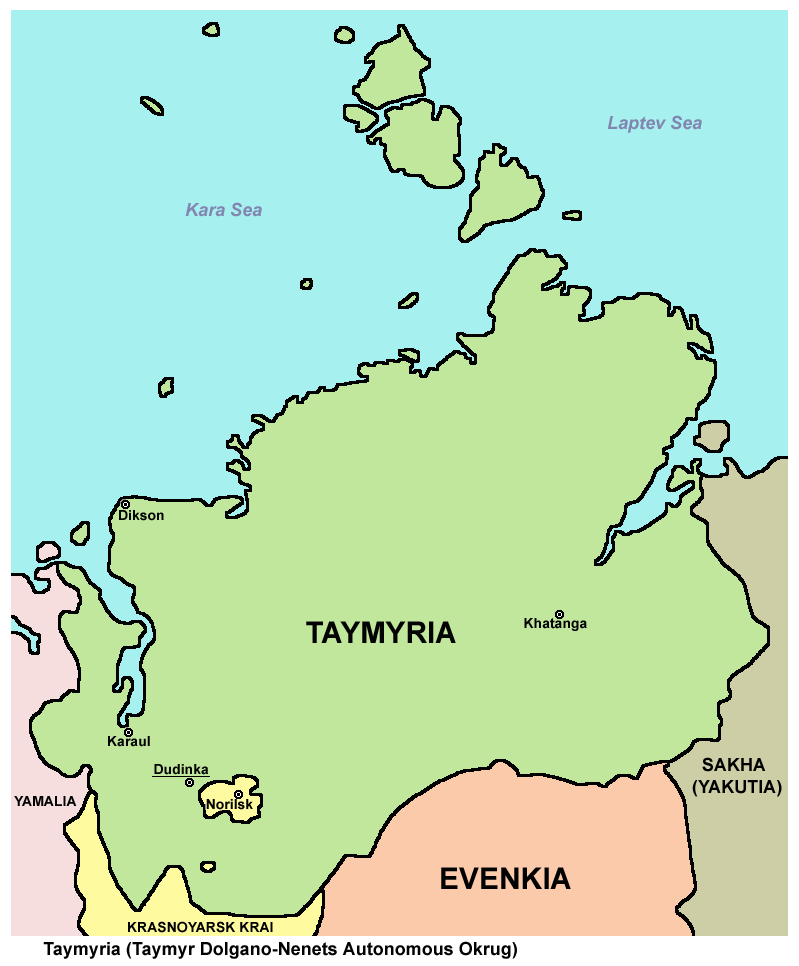
Taymyria
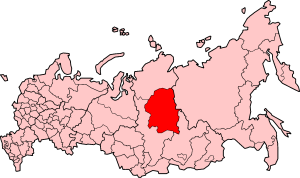
Evenkia]]

- Evenkia
Khakassia
Yurga
Yamalia
Nenets Autonomous Okrug

## 2

Tatarstan
A protest in Kaliningrad OblastA protest in Kaliningrad Oblast
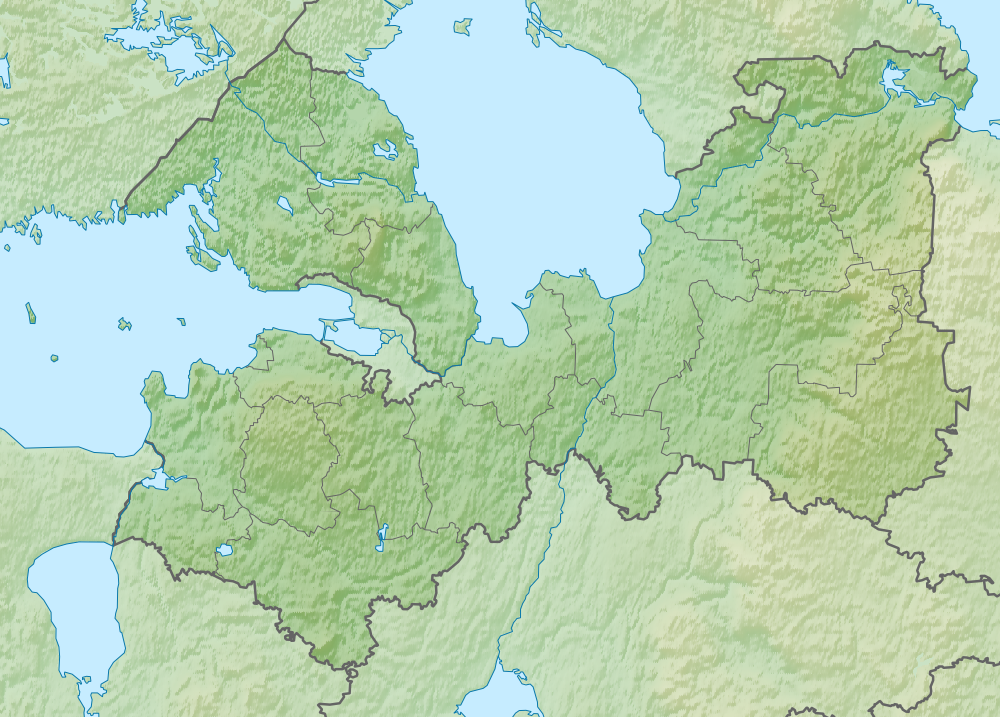
Map of Ingria/Leningrad Oblast claimed by the advocacy group of Free Ingria, which also likely comprises another federal subject, Saint Petersburg
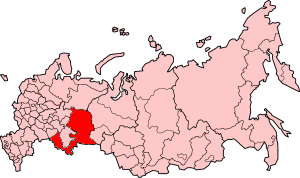
Location of Greater [[Ural Republic
[[Idel-Ural State|Idel-Ural
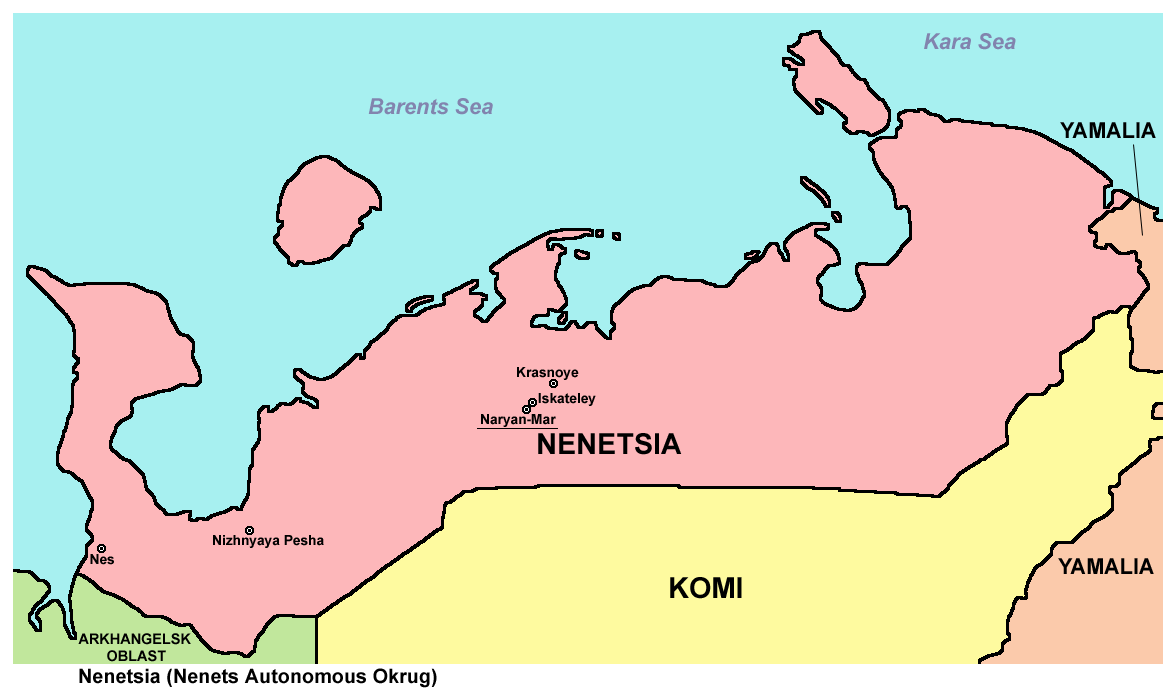
250px
250px

- Map of Nenetsia
- Komi Republic
- Republic of Karelia
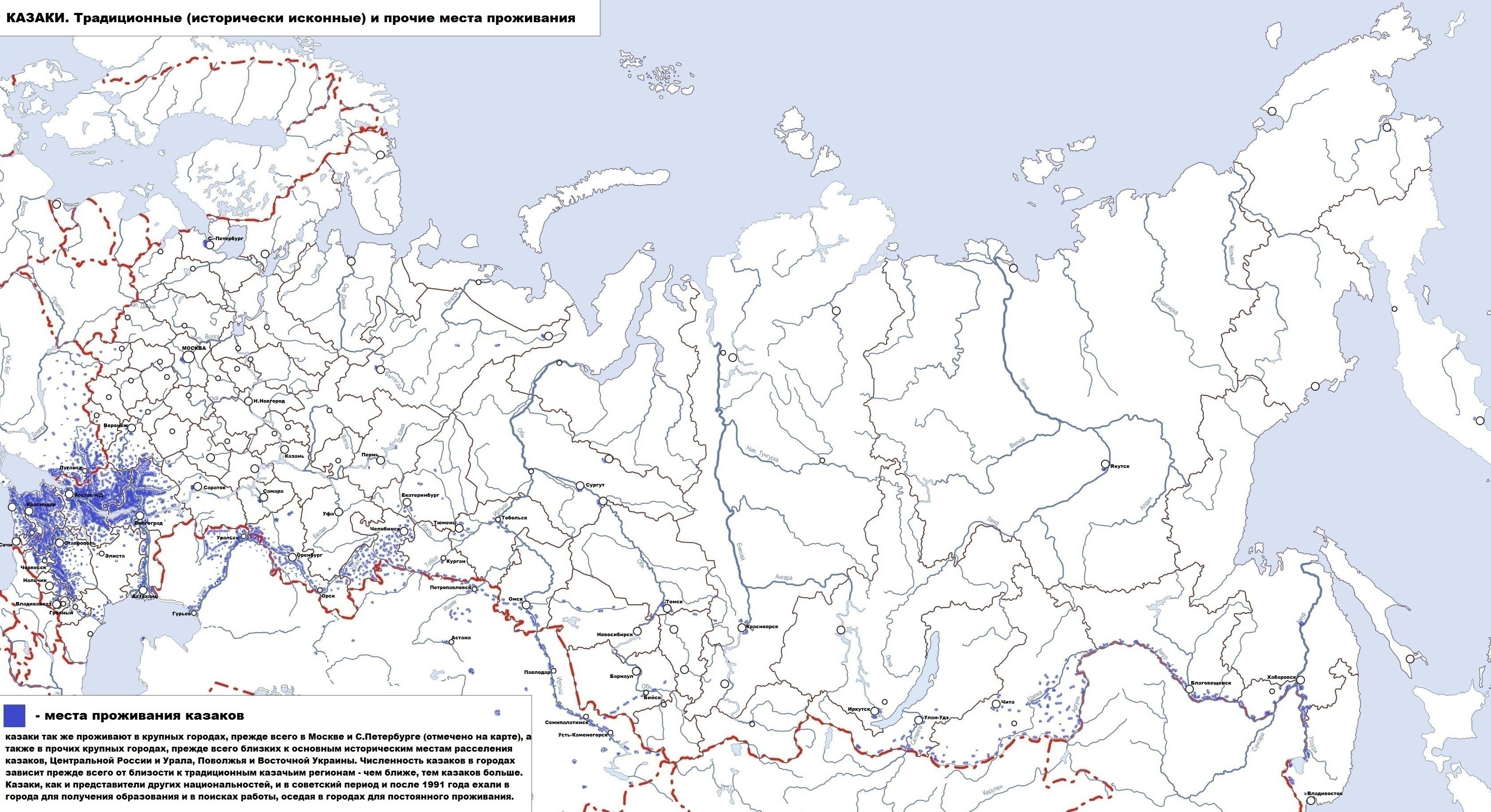
Cossacks
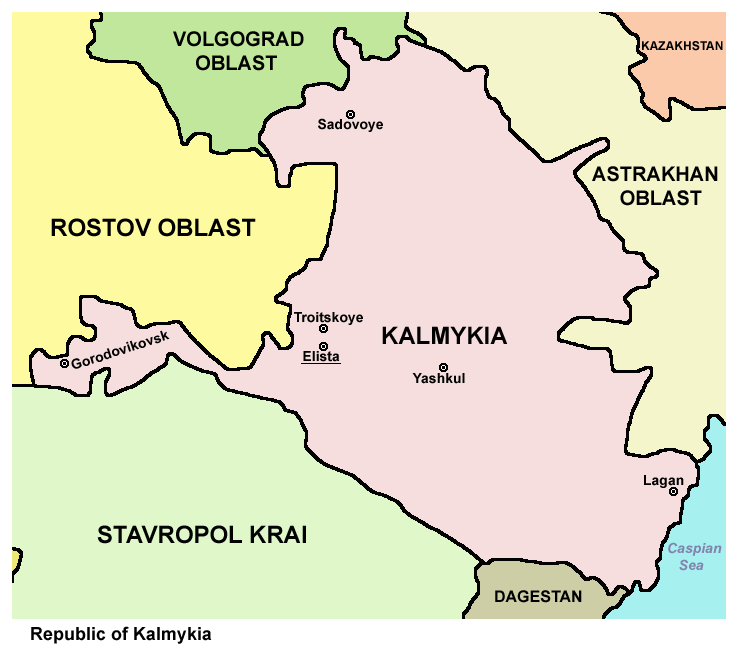
Map of the Republic of Kalmykia
Proposed divisions of the Caucasus Emirate
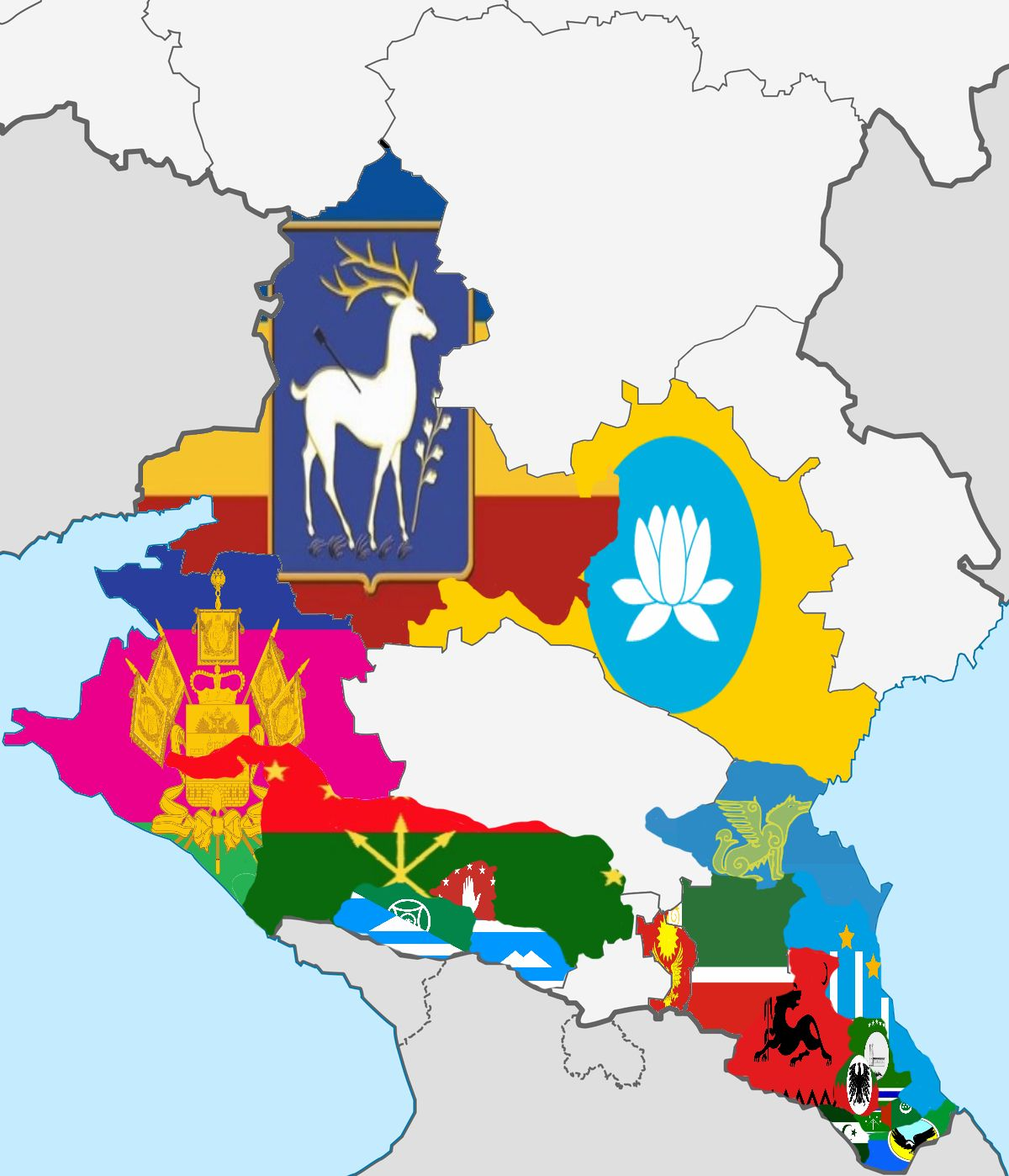
A map of list federal subjects and districts that has separatist movements in North Caucasus Federal District
Main areas of Northeast Caucasian languages